# Alan Melville
Pour les articles homonymes, voir Melville.
Alan Melville, né le 9 avril 1910 à Berwick-upon-Tweed en Angleterre et mort le 23 décembre 1983 à Brighton, est un écrivain britannique, auteur de roman policier.

## Œuvre

### Romans
- Weekend at Thrackley (1934)
- Quick Curtain (1934)
- The Vicar in Hell (1935)
- 11–27
- Death of Anton (1936) Piblié en français sous le titre La Mort d'Anton, Paris, Éditions Rouff, coll. « La clé » no 44 (1946)
- The Critic on the Hearth
- Warning to critics (1936) Piblié en français sous le titre Le Meurtre du critique, Paris, Gallimard, coll. « Le Scarabée d'or » no 15 (1938)

### Pièces de théâtre
- À la carte (1949)
- Castle in the Air (1951)
- Dear Charles (1953)
- Simon and Laura (1955)
- Jonathan; Devil May Care
- Mrs. Willie
- Top Secret
- Change of Tune
- The Bargain
- Everything Happens on a Friday
- Top Priority
- Grande Dame
- Demandez Vicky
- Finder Bitte Melden
- Content to Whisper
- Here Is the News

### Autres ouvrages
- Myself when Young
- First Tide

### Autobiographie
- Merely Melville, an autobiography (1970)

## Adaptations au cinéma
- Simon et Laura (Simon and Laura) par Muriel Box en 1955.